# Giannutri
Giannutri er en italiensk ø ud for Toscanas kyst sydøst for den lidt større ø Giglio, og den udgør i øvrigt Toscanas sydligste punkt. Øen har et areal på ca. 2,6 km², og er lang og smal med halvmånefacon. Den har 27 faste beboere (2011) og der findes flere ferieboliger omkring den lille bugt ved øens færgekaj. Der er desuden et ubemandet fyr på den sydlige ende af øen. Øen har i sommersæsonen daglig forbindelse til Porto Santo Stefano på fastlandet, og om vinteren 2-3 gange ugentligt. Øens højeste punkt er Poggio Capel Rosso, 88 m.o.h.
På øen befinder sig resterne af en romersk villa fra 2. århundrede. Villaen dækker et areal på ca. 5 ha. og har en stor terrasse ud mod havet. Gulvene er dels af marmor, og dels dækket af sort/hvide mosaikker. Der er et rigt fugleliv på øen, og havet omkring den er kendt for at have mange koraller, søanemoner og svampe, hvorfor øen er et populært mål for dykkere.
42°15′N 11°06′Ø / 42.25°N 11.1°Ø